# 科科斯（基林）群島
科科斯（基林）群岛（英語：Cocos (Keeling) Islands），正式名称为科科斯（基林）群岛领地（Territory of Cocos (Keeling) Islands），是澳大利亚位於印度洋的外島領地，位於澳大利亞本土與印尼之間的南緯12°0′00″ 東經96°30′00″。群島面积達14.2平方公里，由27座珊瑚島組成。仅霍姆岛和西岛有人居住。科科斯（基林）群岛的行政中心位于西岛。

## 歷史
科科斯（基林）群島原先無人居住。1609年，被英國東印度公司海員威廉‧基林發現。
1826年，名為黑爾（Alexander Hare）的英國探險家攜同其馬來亞血統的妻妾奴隸等定居於此。
1827年，約翰‧克盧尼斯‧羅斯亦攜家來此定居，利用、改良了天然的椰林，又增加了馬來亞人采收椰子製造椰仁乾。1836年英國生物學家查爾斯‧達爾文設珊瑚礁觀察站於此。
1857年，英國宣佈群島為其屬地，1878年科科斯群島置於錫蘭總督屬下。
1886年，划入海峽殖民地並頒賜為克盧尼斯-羅斯家族永久性地產。
1903年，划歸英屬新加坡。第一次世界大戰期間，德國海軍派遣到印度洋進行通商破壞戰的巡洋艦埃姆登號，在北基林島沿岸被澳大利亞巡洋艦雪梨號擊沉（1914）。
1955年，該群島與聖誕島由英屬新加坡轉歸澳大利亞。1978年9月，群島擁有者克盧尼斯‧羅斯變賣種植園，並且將產權移交澳大利亞。自此改用澳大利亞貨幣並逐步成立自治政府。
1984年4月，當地居民投票決定併入澳大利亞。

## 居民
居民的祖先是最早來此的工人及其家屬、隨從，多數是馬來亞血統，1827-1831年間隨蘇格蘭人克盧尼斯-羅斯（John Clunies-Ross）來此。科科斯群島人常被稱為科科斯馬來人，與克盧尼斯-羅斯的後人同住在霍姆島上，現在大多是澳大利亞公民。1950年代中期，因為群島上居民擁擠，許多科科斯群島人移居澳大利亞，主要移至西澳大利亞州。留在群島上的居民是由島上行政當局從澳洲本土召募來的僱員及其家屬，住在威斯特島。居民大多數在霍姆島及霍姆島周圍島上的椰樹種植園工作。

### 人口和宗教
根據2005年7月的統計，全個群島總共有628名島民居住。一般來說，在西島居住的是西歐移民的後裔（主要是短期工作的澳大利亞政府官員），而在主島居住的是馬來人。80%的島民（約600人）多數人使用馬來语和馬來方言按傳統為文化穆斯林。當地島民主要講科科斯馬來語，一種混合了英語的馬來語方言。

## 土地
北基林島位於主環礁湖之北24公里，環礁湖四面圍繞著南基林群島的許多小島。南基林群島的主要島嶼有群島上最大的威斯特島（長10公里）、索思（South）、霍姆（Home）、迪雷克申（Direction）和霍斯堡（Horsburgh）等島。群島最高處僅海拔6公尺。全區氣溫為22-32℃，年平均降雨量2,300公釐（91吋）。年初有時有破壞性旋風侵襲，常常發生地震。植被主要是椰樹；北基林島和霍斯堡島有野草覆蓋。本地無哺乳動物，但多海鳥。

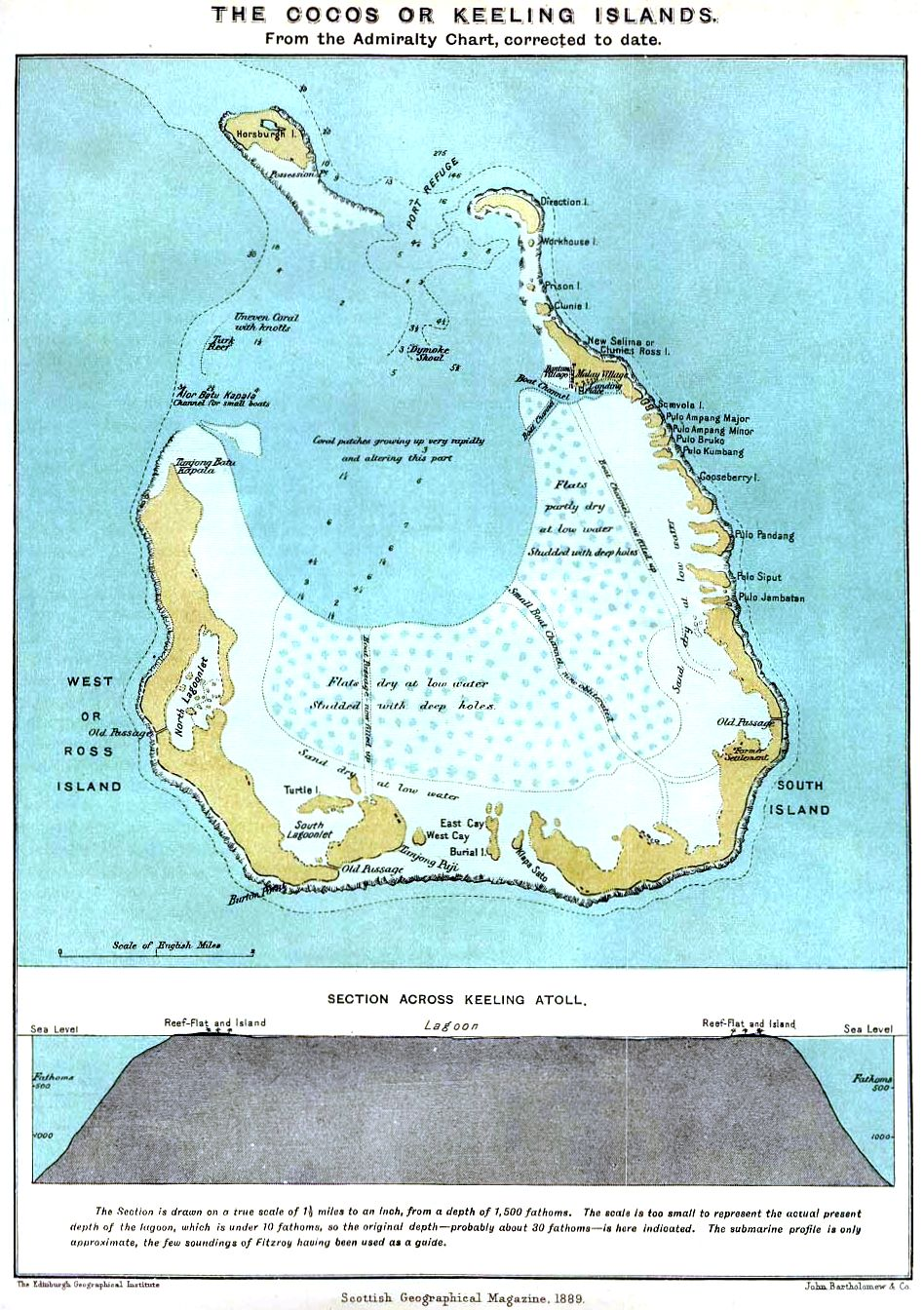
群島地圖 (1889)
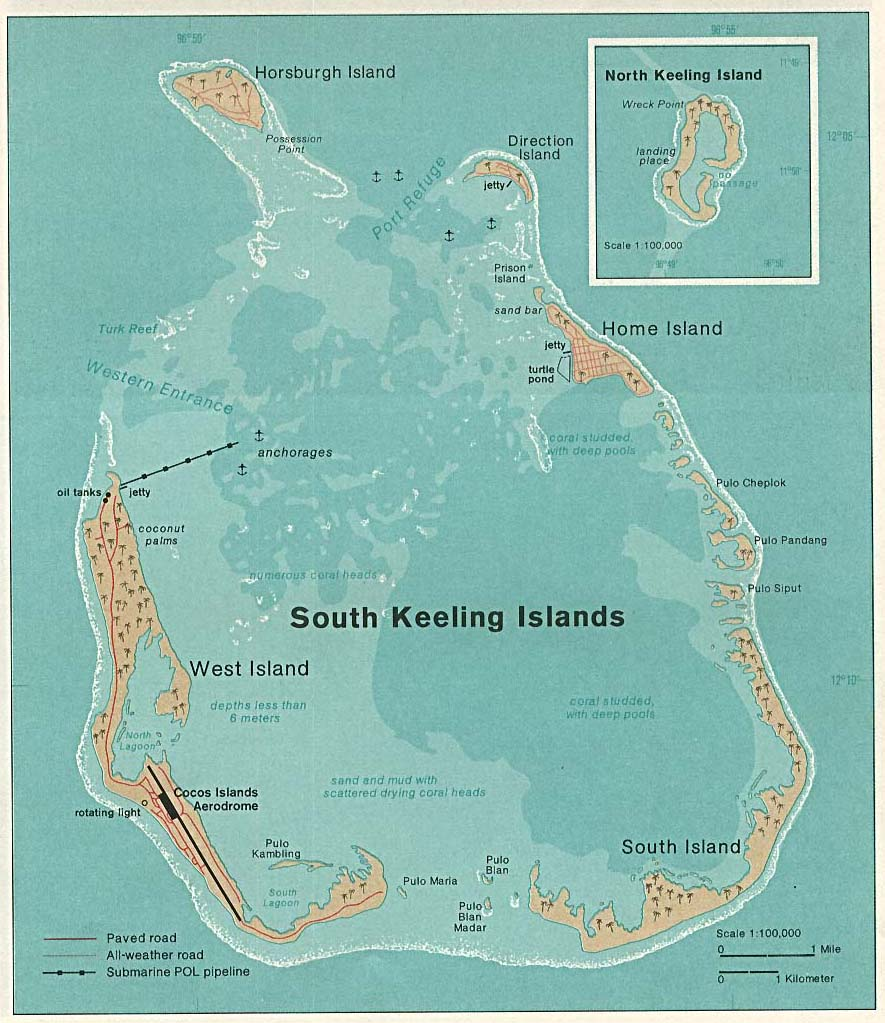
科科斯群島地圖
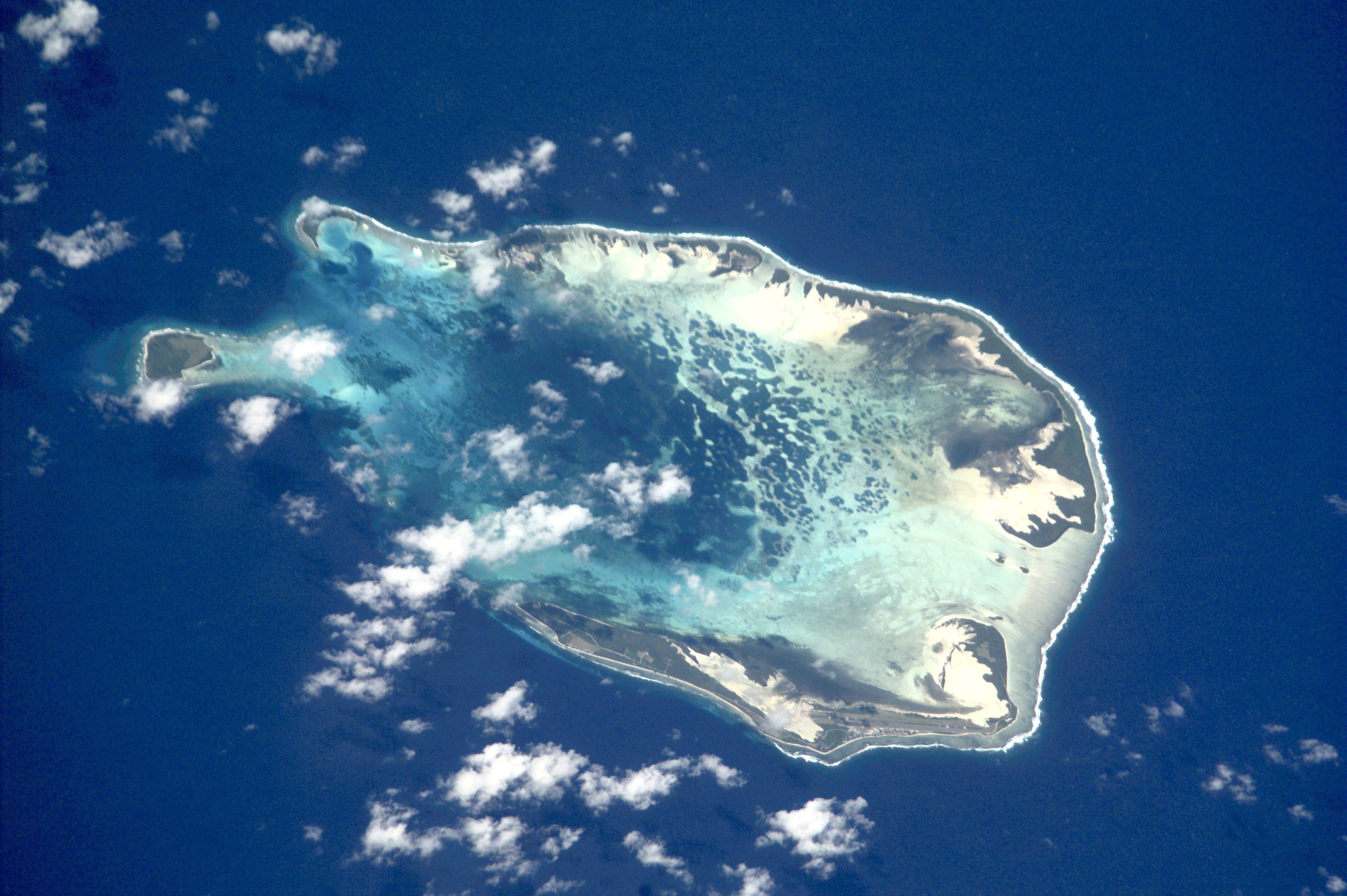
科科斯群島衛星照片

## 經濟
群島的經濟主要靠椰仁乾生產和出口。1979年科科斯群島合作社成立，管理椰仁乾生產，負責建築物的維修保養和建造，提供貨物裝卸及駁運服務。雖然漁獲量不少，島民有菜園，但多數食物、燃料及消費品仍有賴進口。
1945年在威斯特島建簡易機場，直至1967年用作澳大利亞的伯斯（Perth）與南非的約翰尼斯堡（Johannesburg）之間航班的中途站。現在該群島與伯斯及聖誕島之間有包機服務。科科斯群島的氣象報導是印度洋大面積地區天氣預報的重要資料。

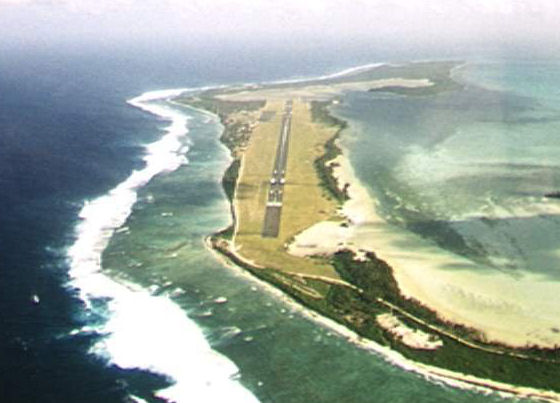
科科斯國際機場

## 行政和社會狀況
1955年群島成為澳大利亞領地，1984年併入澳大利亞版圖，1995年起屬澳屬印度洋領地。由澳大利亞總督任命的行政長官是科科斯島的政府高級官員。1979年霍姆島的居民設科科斯群島委員會，為一選舉產生的地方政府機構，在當地事務上代表霍姆島民向行政長官提出建議。群島有其郵政服務。教育、醫療和牙科診治服務由澳大利亞政府提供。司法归属西澳大利亚州管辖。澳大利亚國會選區屬北領地林吉阿里。

## 自然環境
科科斯群島氣溫為22-32℃，年平均降雨量2,300公釐，屬於熱帶雨林氣候。每年年初有時會有破壞性旋風侵襲，該區也有地震發生。植被主要是椰子樹；北基林島和霍斯堡島有野草覆蓋。本地無土生的哺乳類動物，但多海鳥聚居。科科斯群島的北基林島位於主環礁湖之北24公里（約15哩），環礁湖四面圍繞著南基林群島的許多小島。南基林群島的主要島嶼有群島上最大的威斯特島（長10公里）、索思（South）、霍姆（Home）、迪雷克申（Direction）和霍斯堡（Horsburgh）等島。科科斯群島地勢低平，最高點僅為海拔6公尺。

## 紋章
科科斯群岛所使用的徽章於2003年面世，並在2004年4月6日啓用。该徽章为非正式徽章，且为盾徽，内有图案为两边为当地特产椰树，中间为代表当地特色的盾徽，象征繁荣的科科斯基林群岛以及当地马来人信奉的伊斯兰教，并带有格言。

## 特色旅遊
科科斯群島的水下世界被公認為是世界上觀看遠洋生物的最好的地方，透明的蔚藍色的海域裡生長著大量的海洋生物，如鯊魚、鰩魚、金槍魚以及海豚。而島上的珍稀動植物群，更是每年都吸引了來自世界各地的遊客。
科科斯群島內有97種鳥類、2種瀕於滅絕的爬行動物、57種甲殼類動物、500多種海洋軟體動物、500多種昆蟲、300多種海水魚、5種淡水魚。科科斯群島的珊瑚礁更是色彩斑斕，處處五彩繽紛。

## 外部連結
- 科科斯（基林）群岛旅游 （页面存档备份，存于）（英文）
- Fact Book （页面存档备份，存于）来自CIA
- 科科斯（基林）群岛郡政委员会 （页面存档备份，存于）（英文）